# Alestrus dolosus
Alestrus dolosus là một loài bọ cánh cứng trong họ Elateridae. Loài này được Crotch miêu tả khoa học năm 1867.